# پلوپونز
پلوپونز (به انگلیسی: Peloponnesus؛ به یونانی: ˌΠελοπόννησος) یک شبه‌جزیره بزرگ در جنوب یونان است. این شبه جزیره توسط خلیج کورینس در قسمت شمالی از یونان جدا شده‌است.
پلوپونز به سه منطقه دولتی تقسیم می‌شود که قسمت بیشتر آن متعلق به دولت پلوپونز است و دو قسمت کوچکتر متعلق به دولت یونان غربی و آتن می‌باشند.

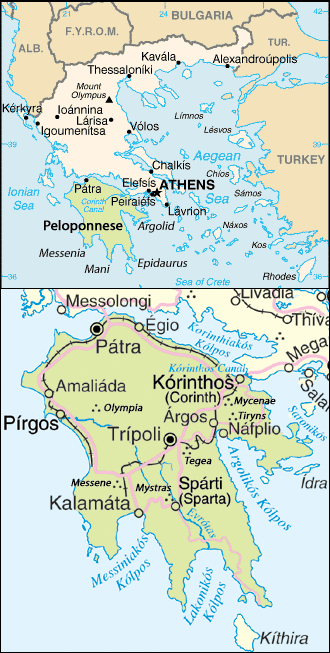

## مشخصات
مساحت این شبه جزیره ۲۱۵۴۹ کیلومتر مربع و در سال ۲۰۱۱ جمعیت آن بیش از ۱٫۱۰۰٫۰۰۰ نفر بوده‌است.

## تاریخچه
این شبه جزیره محل بسیاری از جنگهای اسپارت و آتن در بین سالهای ۴۳۱ تا ۴۰۴ قبل از میلاد بوده‌است. در اواخر قرون وسطی و در دوره عثمانی‌ها این شبه جزیره به نام موریا نیز شناخته می‌شده‌است.